# Сафі Байс
Сафі Байс (Ірина Мошкова; 4 жовтня 1991 року) — українська письменниця, авторка роману «У що повіриш ти?», оповідань "Остання швидкість" (збірка малої детективної прози "Це ж елементарно, сер!"), "Арта" (збірка фентезі-оповідань "Брама. Багряні ночі"), "Квартира 40" у збірці оповідань "Сусіди", яка отримала президентський грант молодим письменникам 2021 року. Одна з переможниць конкурсу фентезі-оповідань «Брама» (літературний фестиваль на Іванофранківщині) у 2017 році.

## Біографія
Виросла на Полтавщині, в селі Петрівка-Роменська. Там же закінчила школу із золотою медаллю (2008 рік). Вступила до Полтавського педагогічного університету, де навчалася з 2008 по 2013 рік, отримала дипломи бакалавра та спеціаліста з історії та географії.
Працювала вчителем історії в Середняківській ЗОШ І—ІІ ступенів (2013—2014 рр.). З 2016 року працює вчителем історії та географії в Розбишівській ЗОШ І—ІІІ ступенів. 

## Псевдонім
В інтерв'ю для каналу Інформаційний Центр Регіон ГадячNews письменниця розповіла про свій псевдонім.
За її словами Сафі — ім'я прапрабабусі, яка свого часу покинула Індію, щоби врятувати своїх дочок. Крім цього імені й цієї короткої історії не залишилося ніяких фактів, тому Ірина захотіла його зберегти. 

## Творча діяльність
«Лівія» — перший роман Сафі, в якому переплелися її захоплення етнографією і міфологією.
Перше опубліковане оповідання — «Остання швидкість» у збірці «Це ж елементарно, сер!» переможців конкурсу короткої детективної прози.
У 2017 році її фентезі-оповідання «Арта» посіло третє місце на фестивалі-конкурсі «Брама» в Івано-Франківську.

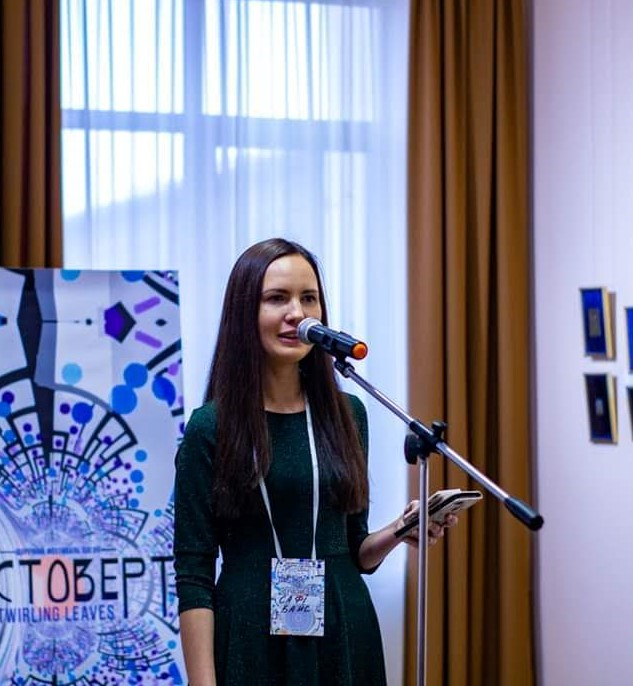
На фестивалі "Листоверт 2019"

2018 року вийшов перший роман Сафі українською «У що повіриш ти?».